# 瀬戸亀男
瀬戸 亀男（せと かめお、1936年2月6日 - 2007年9月4日）は、日本の政治家。兵庫県多紀郡篠山町長（1期）、初代篠山市長（1期）などを務めた。

## 略歴
兵庫県多紀郡篠山町（篠山市を経て現・丹波篠山市）出身。1955年（昭和30年）、篠山農業高校（現・篠山産業高校）卒業。
1967年（昭和42年）、篠山町農協青壮年部長。1974年（昭和49年）篠山町教育委員。1979年（昭和54年）から篠山町議会議員を務め1991年（平成3年）に町議会議長。町議は5期務めた。
1996年（平成8年）、篠山町長選挙に出馬し初当選。1998年（平成10年）、人口4万人でも市昇格ができるように、代議士谷洋一に伴われ自民党鴻池祥肇などに陳情を行った後、市制施行要件の特例の法改正が行われ、翌1999年4月1日に篠山市は、人口4万人以上で市制施行できる合併特例法（2005年3月31日まで）により全国671番目・兵庫県22番めの市として発足した。初代篠山市長に就任。市長在任中に全国市長会経済委員会副委員長を務めた。
平成の大合併（旧篠山町、丹南町、西紀町、今田町→篠山市）を他の自治体の先頭に立って実現させ、合併推進の先駆けとなった人物である。
行政では、市立中央図書館や清掃センター、篠山市民センターなどの都市基盤整備に尽力した。
2007年（平成19年）1月15日、病気療養のため2期目の任期を3ヶ月残して市長を退任。同年9月4日、直腸がんのため71歳で死去した。
兵庫県発行の『農業に生きる若ものの群像』（1966年、217頁）に、「農家生活に家族制度のよさを認める」 と題して29歳の瀬戸亀男が描かれている。